# LSA

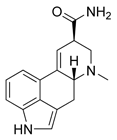
LSA:s kemiska struktur.

LSA, d-lysergsyraamid, d-lysergamide även La-111, ämne besläktat med LSD. LSA är ett ämne som återfinns i bland annat blomman för dagen (morning glory)  och "Hawaiian baby woodrose". 

## Historia

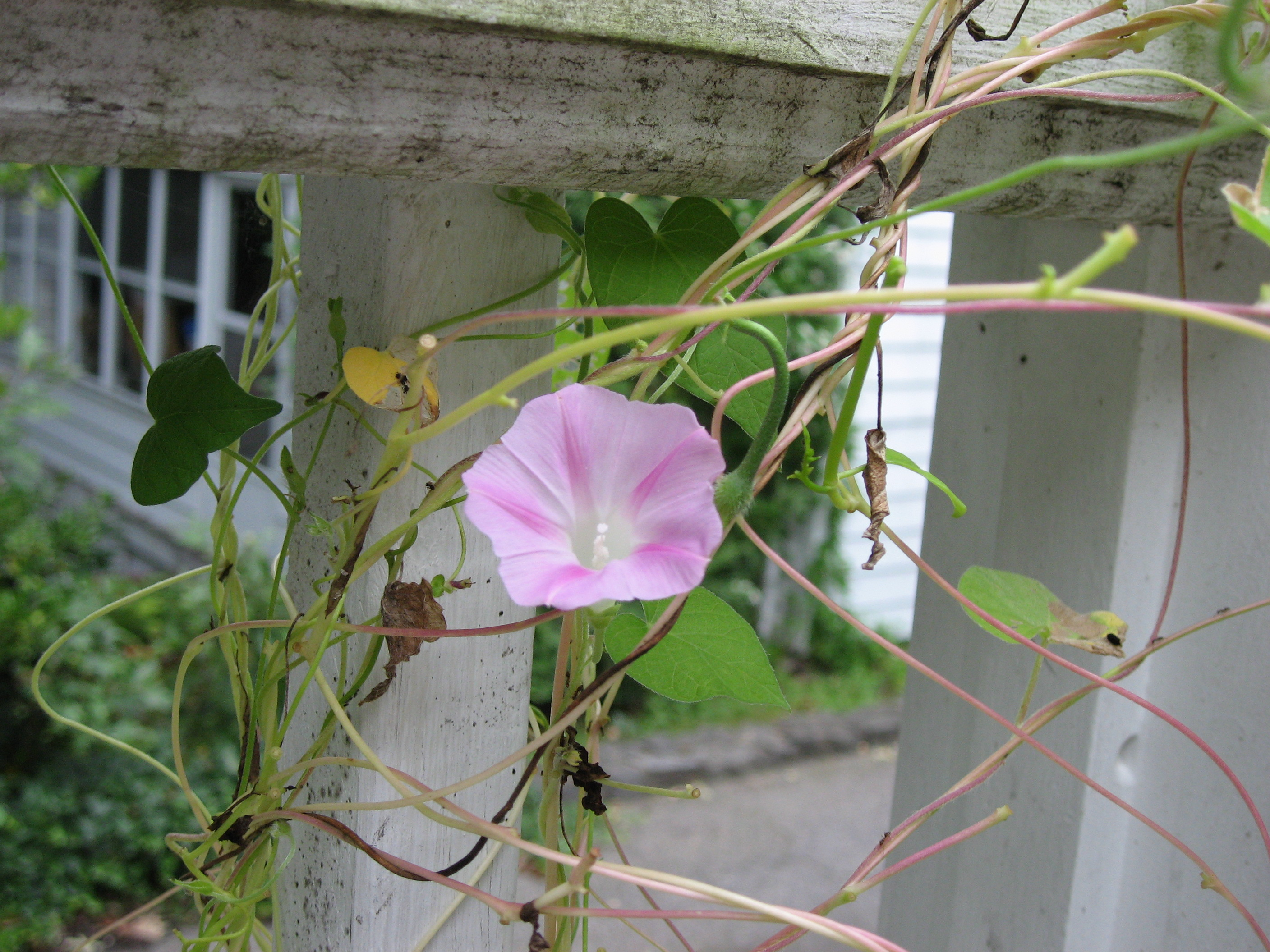
Blomman för dagen

Aztekerna kallade fröna från Ipomoea-arterna för tlitliltzin och använde dem i sina ritualer. Fröna från Rivea corymbosa kallades Ololiuhqui.
1959 skickade etnobotanisten Richard Schultes prover av Turbina corymbosa till Albert Hofmann. Schultes hade sett växten användas av en shaman från Zapotecfolket. 1960 analyserade Hofmann fröna och upptäckte att de innehöll ergotaminliknande alkaloider. Innan upptäckten hade man trott att liknande ämnen bara förekom i Claviceps purpurea. 